# Free Will/violet flow
「Free Will/violet flow」（フリー ウィル/ヴァイオレット フロー）は、Ruppinaの1作目のシングル。2002年12月26日にavex traxよりリリース。

## 解説
初回生産限定先行シングルとして300円で発売された。実質上のデビュー作ではあるが、あくまでもプレデビュー作としてのリリース（同様にACIDMANのプレデビュー3作シングルも例に挙げられる）であるため、アルバム『Ruppina』がデビュー作とされる場合が多い。
「Free Will」はフジテレビ系アニメ『ONE PIECE』9thエンディングテーマ、「violet flow」は日本テレビ系ドラマ『よい子の味方 〜新米保育士物語〜』挿入歌にそれぞれ起用された。
「violet flow」はファンからの要望によりセカンドシングル「violet flow」としてシングルカットされた。

## 収録曲
1. Free Will [4:47] 
作詞：Mai Kudo / 作曲：Fumio Yasuda / 編曲：鈴木直人
フジテレビ系アニメ『ONE PIECE』9thエンディングテーマ
2. violet flow [4:46] 
作詞：Mai Kudo / 作曲：Fumio Yasuda / 編曲：HΛL
日本テレビ系ドラマ『よい子の味方 〜新米保育士物語〜』挿入歌